# Catherine van Assche
Pour les articles homonymes, voir Van Assche et Grimbergen.
Ne doit pas être confondu avec Isabelle Catherine van Assche.
Catherine II van Assche, est une religieuse cistercienne qui fut la 24e abbesse de l'abbaye de la Cambre.

## Biographie
Catherine van Assche est la fille de Jean I de Grimberghe, seigneur d'Assche, comte de Megem, premier guidon héréditaire de Brabant, et de Béatrice t'Serclaes (fille d'Éverard t'Serclaes). Elle est la tante d'Adrien de Grimberghe d'Assche.

## Héraldique
d'or, à la fasce d'azur; au sautoir de gueules, brochant sur le tout